# I'd Do Anything for Love (But I Won't Do That)
"I'd Do Anything for Love (But I Won't Do That)" is een nummer van de Amerikaanse zanger Meat Loaf. Het nummer werd uitgebracht op zijn album Bat Out of Hell II: Back into Hell uit 1993. Op 27 september van dat jaar werd het nummer uitgebracht als de eerste single van het album.

## Achtergrond
"I'd Do Anything for Love (But I Won't Do That)" is geschreven door Jim Steinman, die vaak samen met Meat Loaf werkte. De laatste zes coupletten van het nummer van twaalf minuten bestaan uit een duet tussen Meat Loaf en een zangeres die enkel werd aangeduid als "Mrs. Loud" in de credits van het album; later werd bekend dat Lorraine Crosby deze zangeres was. Crosby nam een demoversie van het nummer op als voorbeeld voor Meat Loaf. Zij vertelde hierover: "Ik kwam binnen en zong het twee keer en ik dacht dat ik er nooit meer iets over zou horen, totdat ik zes maanden later een telefoontje kreeg waarin gevraagd werd, 'Is het erg als we jouw zang gebruiken?'". Aangezien zij het opnam als voorbeeld, kreeg ze geen royalty's voor het nummer. In de videoclip van het nummer werd haar tekst geplaybackt door de actrice Dana Patrick. en tijdens liveoptredens van Meat Loaf worden deze regels gezongen door Patti Russo.
Meat Loaf heeft gezegd dat de vraag "Wat is 'that'?" een van de meest gestelde vragen uit zijn carrière is. Volgens Steinman wordt dit uitgelegd in elk couplet, en was het duidelijker geweest als de regel "but I won't do that" zou zijn veranderd naar "and I won't do that". De regel "I would do anything for love but I won't do that" was eerder al gebruikt in een gesproken deel in het nummer "Getting So Excited" van Bonnie Tyler op het album Faster Than the Speed of Night, eveneens geproduceerd door Steinman.
De nummers van Steinman zijn meestal erg lang ("Paradise by the Dashboard Light" duurde acht en een halve minuut, terwijl "Bat Out of Hell" bijna tien minuten duurde), en "I'd Do Anything for Love (But I Won't Do That)" is geen uitzondering. Steinman was niet blij toen hem werd geadviseerd om een korte versie van het nummer te maken, zodat het zou worden uitgezonden op de radio. Zelfs nadat deze korte versies werden gemaakt, stuurde Steinman zijn volledige versie naar de radiozenders. De singleversie duurde 5 minuten en 13 seconden, terwijl de versie behorende bij de videoclip 7 minuten en 38 seconden duurde. Hierin is de lange instrumentale break verdwenen en is het refrein ook ingekort. De coupletten gezongen door Crosby zijn ook ingekort; zo zijn in de videoclip het tweede en derde couplet niet te horen, terwijl in de single ook het vijfde couplet niet te horen is.
De videoclip van "I'd Do Anything for Love (But I Won't Do That)" is geregisseerd door Michael Bay, die van het album Bat Out of Hell II: Back into Hell ook de videoclips regisseerde van de nummers "Objects in the Rear View Mirror May Appear Closer than They Are" en "Rock and Roll Dreams Come Through". Deze videoclip is gebaseerd op de verhalen Belle en het Beest en Het spook van de opera. Het Beest wordt gespeeld door Meat Loaf, terwijl Belle wordt gespeeld door Dana Patrick.
"I'd Do Anything for Love (But I Won't Do That)" bereikte de nummer 1-positie in 28 landen, waaronder Nederland, Vlaanderen, het Verenigd Koninkrijk en de Verenigde Staten. In veel landen was het tevens de enige nummer 1-hit van Meat Loaf (in Nederland stond "Paradise by the Dashboard Light" in 1978 ook op nummer 1). In het Verenigd Koninkrijk was het destijds de langste nummer 1-hit ooit met een lengte van 7 minuten en 52 seconden, waarbij het record werd overgenomen van "Hey Jude" van The Beatles. In 1997 nam Oasis dit record over met hun 9 minuten en 20 seconden durende "All Around the World". Als resultaat van dit succes werd de single "Bat Out of Hell" opnieuw uitgebracht in het Verenigd Koninkrijk; nadat het bij de oorspronkelijke uitgave de hitlijsten niet haalde, piekte het in 1993 in de top 10. 
In Nederland was de plaat in week 40 van 1993 Alarmschijf op Radio 538 en werd ook veel gedraaid op Radio 3. De plaat beteikte de nummer 1-positie in zowel de Nederlandse Top 40 als de destijds nieuwe publieke hitlijst op Radio 3, de Mega Top 50. De plaat is met een duur van 7 minuut 52 seconden nog altijd de langste nummer 1-hit aller tijden in de Nederlandse hitlijsten. Op de Grammy Awards in 1994 won de plaat de award in de categorie Best Solo Rock Vocal Performance.
In België bereikte de plaat eveneens de nummer 1-positie in zowel de Vlaamse Ultratop 50 als de Vlaamse Radio 2 Top 30.

## Hitnoteringen

### Nederlandse Top 40
| Hitnotering: 09-10-1993 t/m 12-02-1994 | Hitnotering: 09-10-1993 t/m 12-02-1994 | Hitnotering: 09-10-1993 t/m 12-02-1994 | Hitnotering: 09-10-1993 t/m 12-02-1994 | Hitnotering: 09-10-1993 t/m 12-02-1994 | Hitnotering: 09-10-1993 t/m 12-02-1994 | Hitnotering: 09-10-1993 t/m 12-02-1994 | Hitnotering: 09-10-1993 t/m 12-02-1994 | Hitnotering: 09-10-1993 t/m 12-02-1994 | Hitnotering: 09-10-1993 t/m 12-02-1994 | Hitnotering: 09-10-1993 t/m 12-02-1994 | Hitnotering: 09-10-1993 t/m 12-02-1994 | Hitnotering: 09-10-1993 t/m 12-02-1994 | Hitnotering: 09-10-1993 t/m 12-02-1994 | Hitnotering: 09-10-1993 t/m 12-02-1994 | Hitnotering: 09-10-1993 t/m 12-02-1994 | Hitnotering: 09-10-1993 t/m 12-02-1994 | Hitnotering: 09-10-1993 t/m 12-02-1994 | Hitnotering: 09-10-1993 t/m 12-02-1994 | Hitnotering: 09-10-1993 t/m 12-02-1994 |
| Week                                   | 1                                      | 2                                      | 3                                      | 4                                      | 5                                      | 6                                      | 7                                      | 8                                      | 9                                      | 10                                     | 11                                     | 12                                     | 13                                     | 14                                     | 15                                     | 16                                     | 17                                     | 18                                     |                                        |
| -------------------------------------- | -------------------------------------- | -------------------------------------- | -------------------------------------- | -------------------------------------- | -------------------------------------- | -------------------------------------- | -------------------------------------- | -------------------------------------- | -------------------------------------- | -------------------------------------- | -------------------------------------- | -------------------------------------- | -------------------------------------- | -------------------------------------- | -------------------------------------- | -------------------------------------- | -------------------------------------- | -------------------------------------- | -------------------------------------- |
| Positie                                | 30                                     | 13                                     | 8                                      | 3                                      | 1                                      | 1                                      | 1                                      | 1                                      | 1                                      | 1                                      | 2                                      | 3                                      | 5                                      | 6                                      | 10                                     | 16                                     | 24                                     | 34                                     | uit                                    |

### Mega Top 50
| Hitnotering: 16-10-1993 t/m 12-02-1994 | Hitnotering: 16-10-1993 t/m 12-02-1994 | Hitnotering: 16-10-1993 t/m 12-02-1994 | Hitnotering: 16-10-1993 t/m 12-02-1994 | Hitnotering: 16-10-1993 t/m 12-02-1994 | Hitnotering: 16-10-1993 t/m 12-02-1994 | Hitnotering: 16-10-1993 t/m 12-02-1994 | Hitnotering: 16-10-1993 t/m 12-02-1994 | Hitnotering: 16-10-1993 t/m 12-02-1994 | Hitnotering: 16-10-1993 t/m 12-02-1994 | Hitnotering: 16-10-1993 t/m 12-02-1994 | Hitnotering: 16-10-1993 t/m 12-02-1994 | Hitnotering: 16-10-1993 t/m 12-02-1994 | Hitnotering: 16-10-1993 t/m 12-02-1994 | Hitnotering: 16-10-1993 t/m 12-02-1994 | Hitnotering: 16-10-1993 t/m 12-02-1994 | Hitnotering: 16-10-1993 t/m 12-02-1994 | Hitnotering: 16-10-1993 t/m 12-02-1994 | Hitnotering: 16-10-1993 t/m 12-02-1994 |
| Week                                   | 1                                      | 2                                      | 3                                      | 4                                      | 5                                      | 6                                      | 7                                      | 8                                      | 9                                      | 10                                     | 11                                     | 12                                     | 13                                     | 14                                     | 15                                     | 16                                     | 17                                     |                                        |
| -------------------------------------- | -------------------------------------- | -------------------------------------- | -------------------------------------- | -------------------------------------- | -------------------------------------- | -------------------------------------- | -------------------------------------- | -------------------------------------- | -------------------------------------- | -------------------------------------- | -------------------------------------- | -------------------------------------- | -------------------------------------- | -------------------------------------- | -------------------------------------- | -------------------------------------- | -------------------------------------- | -------------------------------------- |
| Positie                                | 29                                     | 9                                      | 1                                      | 1                                      | 1                                      | 1                                      | 1                                      | 1                                      | 2                                      | 2                                      | 4                                      | 6                                      | 7                                      | 10                                     | 16                                     | 21                                     | 31                                     | uit                                    |

### NPO Radio 2 Top 2000
| Nummer met noteringen in de NPO Radio 2 Top 2000 | '99 | '00 | '01 | '02 | '03 | '04 | '05 | '06 | '07 | '08 | '09 | '10 | '11 | '12 | '13 | '14 | '15 | '16 | '17 | '18 | '19 | '20 | '21 | '22 | '23 | '24 |
| ------------------------------------------------ | --- | --- | --- | --- | --- | --- | --- | --- | --- | --- | --- | --- | --- | --- | --- | --- | --- | --- | --- | --- | --- | --- | --- | --- | --- | --- |
| I'd Do Anything for Love (But I Won't Do That)   | 416 | -   | 190 | 260 | 234 | 389 | 497 | 348 | 446 | 370 | 623 | 690 | 581 | 593 | 638 | 651 | 595 | 738 | 810 | 645 | 616 | 616 | 597 | 417 | 457 | 615 |

1. ↑  Een '-' betekent dat het nummer niet was genoteerd en een vetgedrukt getal geeft de hoogste notering aan.